# さいごの砦
『さいごの砦』（さいごのとりで）は、小松未歩の14枚目のシングル。2001年8月8日にGIZA studioより発売された。規格品番はGZCA-2006。

## 概要
- 前作「とどまることのない愛」に次ぐノンタイアップ作品である。ビデオクリップがショートで作られるのはこの作品が最後である。

## 収録曲
全作詞・作曲／小松未歩 全編曲／大賀好修
1. さいごの砦
出版者:ギザミュージック
2. 愛の唄
出版者:ギザミュージック
3. 輝ける星 <delightful ver.>
  - 2ndシングルのリアレンジバージョンである。

出版者:テレビ朝日ミュージック、ギザミュージック（スプーンフルミュージック）
4. さいごの砦 〜instrumental〜
5. 愛の唄 〜instrumental〜

## 楽曲の収録アルバム
- 『小松未歩 5 〜source〜』(#1,2)
- 『小松未歩 ベスト 〜once more〜』(#1)